# Gta Archiv
Das gta Archiv (Archiv des Institut für Geschichte und Theorie der Architektur) ist  eine Archivsammlung von Nachlässen  Deutschschweizer Architekten, von Architekturvermittlern und Architekturfotografen des 19. und 20. Jahrhunderts. Es befindet sich an der Eidgenössischen Technischen Hochschule in Zürich.

## Profil, Arbeitsschwerpunkte
Hervorgegangen aus dem sogenannten «Semper-Museum», das nach dem Tod Gottfried Sempers (1803–1879) von seinen Schülern eingerichtet worden war, umfasst das 1967 gegründete gta Archiv etwa 200 Nachlässe, sowie das Archiv der Internationalen Kongresse für Neues Bauen (CIAM) und das Archiv des Bundes Schweizer Architekten (BSA), verschiedene Sammlungen mit Bild-, Ton- und Filmdokumenten sowie eine eigene, dem NEBIS-Verbund angeschlossene Bibliothek.
Das Archiv ist ein nationales und internationales Kompetenzzentrum, das zu einem Drittel von Forschenden aus dem Ausland besucht wird. Es versteht sich als Forschungsarchiv, das in verschiedener Form die kontinuierliche Aufarbeitung der eigenen Bestände fördert. Das gta Archiv unterstützt externe und institutsinterne Forschungs-, Ausstellungs- und Buchprojekte, betreut Doktorierende bei ihren Recherchen, ist Leihgeber für Ausstellungen und betreibt eigene Forschungsprojekte. Daneben spielen Projektpartnerschaften wie etwa zu Gottfried Semper, der ETH Zürich als Bauherrin und zur Architektengemeinschaft Haefeli Moser Steiger ebenfalls eine Rolle.
Das Archiv tritt als Leihgeber für Ausstellungen an Schweizer und internationalen Institutionen auf. Den Ausstellungen geht in der Regel Archivarbeit der Kuratoren voraus, weshalb die Präsentationen auch neue Forschungsergebnisse vermitteln. Das gta Archiv zielt darauf, durch den Austausch von Forschungsergebnissen und Detailexpertisen vor Ort Erkenntnisgewinne zu befördern und weiter zu vermitteln. In den Ausstellungen sollen die Originale in Korrespondenz mit anderen Quellen gebracht, inhaltlich aufgearbeitet, kuratorisch inszeniert und dadurch einem breiten internationalen Publikum vermittelt werden.

## Geschichte
Im Todesjahr von Gottfried Semper (1879), dem Begründer der Bauschule am Eidgenössischen Polytechnikum in Zürich, ergriffen einige seiner Zürcher Schüler die Initiative zur Gründung eines «Semper-Museums». Nach einer kurzen Zeit der Selbständigkeit (1880–1884) wurde dessen Bestand der Bibliothek der Bauschule (später Architekturbibliothek, die 1950 von der Abteilung für Architektur an die Hauptbibliothek der ETH Zürich überging), zur Betreuung übergeben. Als 1967 das Institut für Geschichte und Theorie der Architektur (gta) gegründet wurde, erhielt es als Grundstock das aus dem «Semper-Museum» hervorgegangene «Semper-Archiv».
Die Bestände umfassten nebst dem Nachlass Sempers  auch die Nachlässe seiner Nachfolger wie Georg Lasius, Alfred Friedrich Bluntschli, Gustav Gull, Karl Moser und einiger weiterer jüngerer und älterer Schweizer Architekten. Die Forschungstätigkeit des Instituts wurde begleitet durch  Sammeltätigkeiten. Zu einem grossen Bestandszuwachs führte der Aufbau des CIAM-Archivs (Congrès Internationaux d’Architecture Moderne). Nachlässe und Bestände vermehrten sich, und allmählich wurde aus dem Semper-Archiv das «Archiv für moderne Schweizer Architektur». Heute nennt es sich «gta Archiv» und bildet neben den Ressorts Ausstellungen und Publikationen, einen der Grundpfeiler des Instituts für Geschichte und Theorie der Architektur.

## Sammlungen
Die Akquisition konzentriert sich auf die Protagonisten der Schweizer Architektur nach 1945. Unter anderen konnten die Archive von Ernst Gisel und Fritz Haller sowie die Nachlässe von Claude Schnaidt, Claude Paillard, Alfons Barth, Jacques Schader, Dolf Schnebli oder Eduard Neuenschwander übernommen werden.  Sammlungsschwerpunkte liegen auf der Schweizer Landschaftsarchitektur und Raumplanung mit Vertretern wie Gustav Ammann oder Hans Marti. Diese Bestände, die in Zusammenarbeit mit dem Netzwerk Stadt und Landschaft (NSL) akquiriert und betreut werden, befinden sich im NSL Archiv (gta), einer autonomen Einheit innerhalb des gta Archivs. Für das NSL Archiv  gelten gesonderte Benutzungsregeln.